# 圖雷 (特諾皮爾州)
50°1′6″N 26°4′24″E / 50.01833°N 26.07333°E
圖里（羅馬化：Tury）是烏克蘭的村落，位於該國西部捷爾諾波爾州，由克列梅涅茨區負責管轄，始建於1928年，面積0.2平方公里，2001年人口61，人口密度每平方公里305人。